# Quim Masferrer i Cabra
Joaquim Masferrer i Cabra, més conegut com a Quim Masferrer, (Sant Feliu de Buixalleu, 22 de juny de 1971) és un actor i director de teatre, guionista, presentador de televisió i monologuista català. Ha col·laborat i presentat diferents programes de televisió i ràdio dins les cadenes de TV3, RAC 1 i Catalunya Ràdio pels que ha guanyat diferents premis a nivell nacional. És, també, el fundador de Teatre de Guerrilla.

## Biografia
Nascut a Sant Feliu de Buixalleu, el 1998 funda la companyia teatral Teatre de Guerrilla. Masferrer és el director i l'autor de tots els espectacles de la companyia. Ha dirigit i protagonitzat programes televisius i radiofònics per les cadenes catalanes TV3, RAC 1 i Catalunya Ràdio i ha participat activament en altres programes conjuntament amb Albert Om (El club, TVC) o Sílvia Cóppulo (El secret, Catalunya Ràdio) entre d'altres. Durant la temporada 2005/06 va participar en el programa de TVC Caçadors de bolets.
El 2006, Quim Masferrer va protagonitzar amb la resta d'integrants de Teatre de Guerrilla, Carles Xuriguera, Masferrer i Rafel Faixedas el programa d'humor Villaguerrilla, emès per TVC. A més, va ser el guionista i el presentador de la cerimònia dels III Premis Gaudí.
El 25 de setembre de 2013 estrena el programa El foraster, una idea extreta del programa danès Comedy on the Edge, on l'actor descobreix els pobles més petits de Catalunya. Quim Masferrer va ser l'encarregat de presentar, amb Ana Boadas, les campanades de TV3 per donar la benvinguda el 2014. I també ho va fer amb la del 2017 per donar la benvinguda al 2018 amb Ruth Jimenez.
El 2014 presentà, amb Mònica Terribas, la Marató de TV3 contra les malalties del cor. I també ho va presentar a la del 2022 amb Helena Garcia Melero, Ariadna Oltra, Agnès Marques i Eloi Vila, en la qual també ho va fer dedicat a les malalties cardiovasculars.
El presentador de TV3 va tenir una filla (nascuda el 2015) amb la periodista Xantal Llavina.

## Treballs realitzats

### Teatre
| Any  | Representació            | Funció                  |
| ---- | ------------------------ | ----------------------- |
| 1991 | Si et sents buit         | Autor, director i actor |
| 1993 | El procés del progrés    | Autor, director i actor |
| 1995 | Destemps                 | Actor                   |
| 1997 | La moderna               | Autor, director i actor |
| 1998 | Teatre Total (TdG)       | Autor i director        |
| 1999 | Som i serem (TdG)        | Autor, director i actor |
| 2000 | El directe (TdG)         | Autor, director i actor |
| 2003 | EEUUROPA (TdG)           | Autor i director        |
| 2006 | Somos lo que somos (TdG) | Autor, director i actor |
| 2008 | FUM (TdG)                | Autor, director i actor |
| 2009 | HUMO (TdG)               | Autor, director i actor |
| 2010 | El Xarlatan (TdG)        | Autor, director i actor |
| 2011 | El Charlatán (TdG)       | Autor, director i actor |
| 2012 | TEMPS (TdG)              | Autor, director i actor |
| 2018 | BONA GENT (TdG)          | Autor, director i actor |
| 2020 | MOLTES GRÀCIES (TdG)     | Creador i actor         |

### Televisió
| Any  | Programa                    | Funció                  | Cadena |
| ---- | --------------------------- | ----------------------- | ------ |
| 2000 | Càsting                     | Presentador             | TV3    |
| 2000 | Festa de la Pau             | Presentador             | TV3    |
| 2000 | Sarau del 2000              | Presentador             | TV3    |
| 2000 | Romans a la catalana        | Col·laborador           | TV3    |
| 2001 | Fent Amics                  | Presentador             | TV3    |
| 2001 | John Wayne, les pel·lícules | Presentador             | TV3    |
| 2002 | Set de Nit                  | Participació            | TV3    |
| 2004 | El club                     | Col·laborador           | TV3    |
| 2005 | Caçadors de bolets          | Presentador             | TV3    |
| 2006 | Villaguerrilla              | Presentador             | TV3    |
| 2007 | Can Fanga                   | Participació            | TV3    |
| 2011 | Premis Gaudí de 2011        | Guionista i presentador |        |
| 2013 | El foraster                 | Presentador             | TV3    |
| 2014 | La Marató                   | Presentador             | TV3    |
| 2017 | Campanades de Cap d'Any     | Presentador             | TV3    |
| 2019 | La Marató                   | Presentador             | TV3    |

## Premis i reconeixements
| Any  | Premi                                                               | Guardó per:                            | Lliurat per:                                 |
| ---- | ------------------------------------------------------------------- | -------------------------------------- | -------------------------------------------- |
| 1999 | Premi Sant Miquel del Públic                                        | Teatre Total                           | Fira de Teatre al Carrer de Tàrrega          |
| 2000 | 1r premi millor espectacle                                          | Som i Serem                            | XXVI Premi Ciutat de Terrassa                |
| 2000 | Premi al millor actor                                               | Som i Serem                            | XXVI Premi Ciutat de Terrassa                |
| 2000 | Premi als plantejaments teatrals                                    | Teatre Total                           | IV Mostra de Teatre Breu de Barcelona        |
| 2000 | Premi de la Institució de les lletres Catalanes                     | Teatre Total                           | Institució de les lletres catalanes          |
| 2000 | Premi revelació de la temporada 1999-2000 de la Crítica barcelonina | Som i Serem, Teatre Total i El Directe | Crítica teatral de Barcelona                 |
| 2001 | Premi Mosques de la Informació                                      | Programes televisius                   | Col·legi de Periodistes de Girona            |
| 2002 | Premis ARC                                                          | Trilogia de teatre de Guerrilla        | Associació d'agents i promotors d'ARC        |
| 2013 | Premi Popular del Públic                                            | TEMPS                                  | Ass. Espectadors Teatre de Montcada i Reixac |
| 2014 | Premi 'Guardó 1924' al millor programa televisiu                    | El Foraster                            | Ràdio Associació de Catalunya                |